# Abdülkadir Ömür
Abdülkadir Ömür (n. 25 iunie 1999) este un fotbalist turc care joacă pe postul de mijlocaș central pentru Trabzonspor.

## Cariera pe echipe

### Cariera timpurie
Născut în Trabzon în 1999, Ömür a fost urmărit de scouterii lui Trabzonspor care l-au chemat să dea probe și să joace câteva meciuri prin care să-i convingă să-l păstreze. După ce a convins, Ömür a ajuns la echipa de tineret a lui Trabzonspor în 2011.

### Trabzonspor
În 2016, Ömür a fost chemat la prima echipă a lui Trabzonspor. La 12 ianuarie 2016, Ömür a debutat în turul Cupei Turciei împotriva lui Adanaspor lade pe stadionul Adana 5 Ocak, înlocuindu-l pe Soner Aydoğdu în minutul 65. La 17 decembrie 2016, el a debutat în Süper Lig împotriva lui turcă İstanbul Bașakșehir, înlocuindu-l pe Serge Akakpo în minutul 82 într-un meci pierdut cu 1-0. La 22 decembrie 2016, a marcat primul său gol principal în grupele Cupei Turciei împotriva lui Kızılcabölükspor în minutul 35, câștigând cu 5-0. În ianuarie 2019 se zvonea că Ömür semnase cu echipa engleză Liverpool, însă Liverpool a negat că i-ar fi făcut o ofertă jucătorului.

## La națională
Ömür a fost convocat pentru prima dată la echipa națională Turciei de către selecționerul Mircea Lucescu în martie 2018, pentru meciul amical împotriva Irlandei. El a fost un rezervă neutilizată, iar Turcia a câștigat cu 1-0.